# Fachverband der Druckindustrie und Informationsverarbeitung
Der Fachverband der Druckindustrie und Informationsverarbeitung e. V. (FDI) ist ein deutscher Berufsverband im Bereich der Druck- und Medienindustrie. Er hat eine zweischichtige Organisationsstruktur: den Bundesverband sowie die Bezirke.

## Organisation
Der FDI ging aus dem Ende des 19. Jahrhunderts gegründeten Deutschen Faktorenbund hervor, einem Zusammenschluss von Werkmeistern in Buchdruckereien. Der Verein dient heute den Mitgliedern der Druck- und Medienindustrie dazu, sich in den Bereichen Drucktechnik, Betriebswirtschaft, Mitarbeiterführung, Personalwesen, Vertragsrecht, Produkthaftung, Marketing, Umweltschutz und ISO-Zertifizierung zu informieren und weiterzubilden. Das Themenangebot schließt auch branchenübergreifende sowie gesellschafts- und sozialpolitische Themen ein.
Diese Themen werden in monatlichen Fachvorträgen, Exkursionen zu Herstellern, Kollegenbetrieben, Forschungsinstitutionen und artverwandten Unternehmen erschlossen und nähergebracht. Es finden bis zu 350 Veranstaltungen im Jahr in über 30 Orten statt. Die Bezirksstruktur wird ehrenamtlich von Vorständen vor Ort geleistet, die Bundesgeschäftsstelle ist hauptamtlich besetzt.

## Kollegen-Netzwerk
Neben den fachlichen Aktivitäten gilt der Schwerpunkt der Kommunikation und dem Gedankenaustausch. Gesellschaftlich-kulturelle Veranstaltungen und Kooperationen machen den FDI zu einem Kollegen-Netzwerk. Hierzu gehören Serviceleistungen für den beruflichen und privaten Bereich, unter anderem durch Kooperationspartner.

## Berufsgruppen
Die Mitglieder setzen sich aus folgenden Berufsgruppenfeldern zusammen:
- alle Bereiche der klassischen Druckindustrie und der Medienwelt,
- Druckvorstufenbetriebe und der Weiterverarbeitung,
- Presse- und Verlagswesen,
- Lehre und Forschung.

## Auszeichnung einer Unternehmerpersönlichkeit des Jahres
Seit 2005 zeichnet der FDI jedes Jahr eine Unternehmerpersönlichkeit der Druckindustrie aus. Der Preis geht an einen Unternehmer oder angestellten Manager, der sein Unternehmen in mehrfacher Hinsicht vorbildlich leitet bzw. in führender Position unternehmerische Verantwortung trägt. Für den Award wurde eigens eine künstlerische Trophäe geschaffen. Preisträger waren:
- 2005: Stefan und Christian Aumüller, Aumüller Druck, Regensburg
- 2006: Helmut Schreiner, Schreiner Group, Oberschleißheim
- 2007: Wolfgang Schmidt, Bosch-Druck, Landshut
- 2008: Rüdiger Kern, Eurodruck, Hamburg
- 2009: Diana Esser, Esser Print Solutions GmbH, Bretten
- 2010: Wolfgang Schreiner, Jungfer Druckerei und Verlag GmbH, Herzberg am Harz
- 2011: Bernd-Christian Pfennig, Quint Druckerei + Verlag, Pronstorf/Reinsbek
- 2012: Franz Kroha, Kroha GmbH, Miesbach und Barleben
- 2013: Karl-Heinz Böke, Druckpartner Druck- und Medienhaus GmbH, Essen
- 2014: Ulrich Eberl, Eberl Print GmbH, Immenstadt
- 2015: Richard Johnen, Johnen-Druck GmbH & Co. KG, Bernkastel-Kues
- 2016: Frank Ellerhold, Ellerhold Gruppe, Radebeul